# Cornelius Strauch

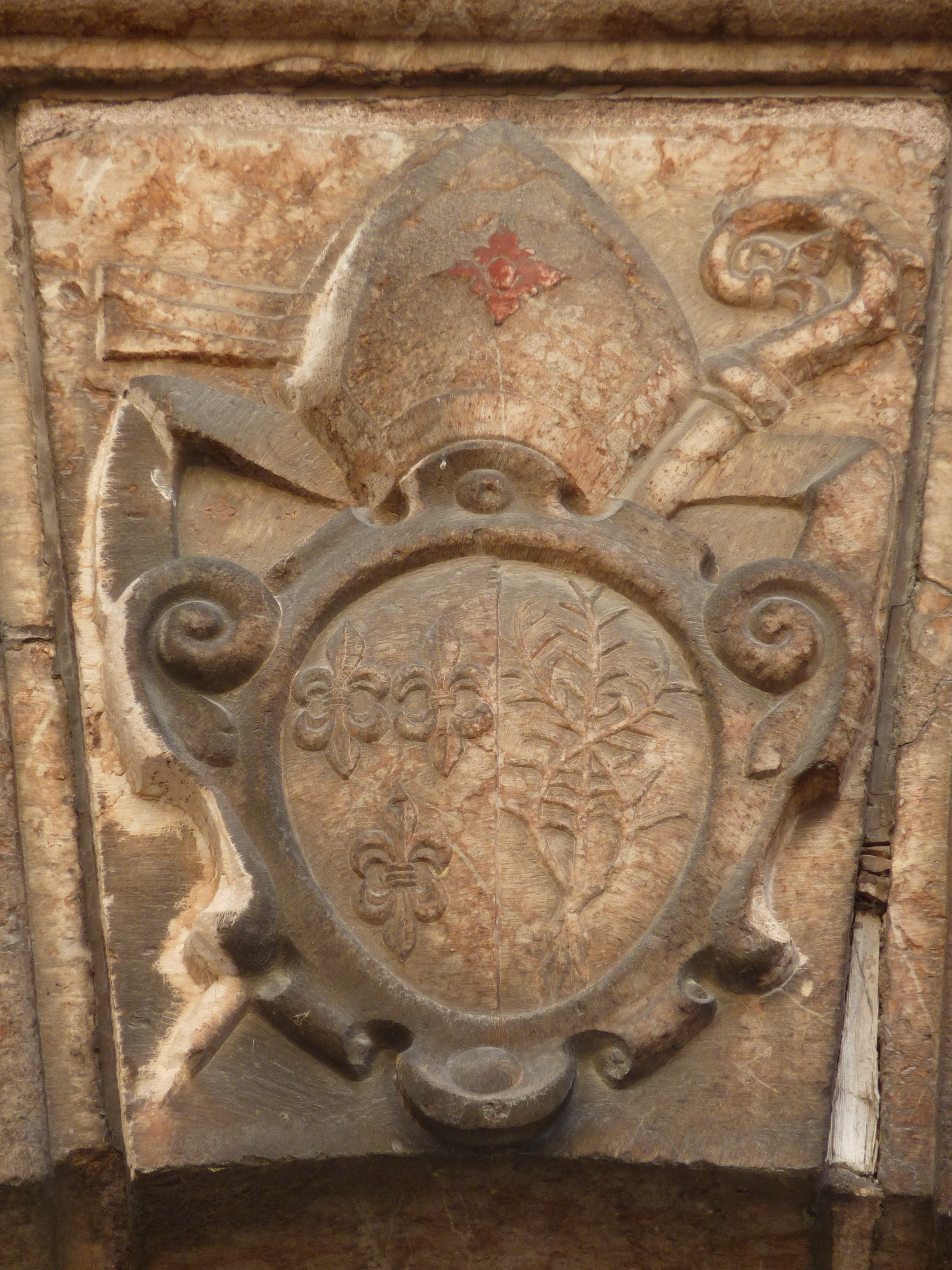
Wappen von Abt Cornelius Strauch über einem Portal im Stift Lilienfeld

Cornelius Strauch (* 1611 in Waldenrath; † 23. Juni 1650 in Wien) war Abt des Stiftes Lilienfeld.

## Leben
Strauch studierte Theologie in Wien und Rom und wurde 1635 zum Priester geweiht und zum Doktor der Theologie promoviert. Nach Lilienfeld zurückgekehrt, war er zunächst in der Seelsorge tätig, bis er nach dem Tod seines Vorgängers Ignaz Krafft 1638 zum Abt gewählt wurde. Er ließ um 1641 den Kaisertrakt an der Westseite des Klosters errichten, außerdem den Pfarrhof in Annaberg und die Pfarrkirche Josefsberg. Als Generalkommissar des Ordens war er für die Rückgewinnung der Zisterzienserklöster infolge des Restitutionsedikts von 1629 im gesamten Reichsgebiet tätig. Er war außerdem Generalvikar des Ordens in Bayern und Generalkommissar in Ungarn. Kaiser Ferdinand III. ernannte ihn 1640 zum kaiserlichen Rat und 1642 zum Kriegskommissar. 1641 wurde er zum Verordneten der Stände gewählt und 1643 von Erzherzog Leopold Wilhelm zum erzherzoglichen Rat ernannt. Er starb 1650 in Wien und wurde in Lilienfeld bestattet.